# Совет национальных меньшинств Республики Сербской
Совет национальных меньшинств Республики Сербской (серб. Савјет националних мањина Републике Српске) является специальным консультативным органом, состоящим из представителей национальных меньшинств Республики Сербской.

## Описание
Совет национальных меньшинств Республики Сербской был создан 1 марта 2007 года Решением о создании Совета национальных меньшинств Республики Сербской на основании Закона о защите прав представителей национальных меньшинств.
Совет национальных меньшинств предоставляет Народной скупщине Республики Сербской и другим республиканским органам мнения, советы и предложения по всем вопросам, касающимся прав, положения и интересов национальных меньшинств. Совет может делегировать экспертов в Комиссию по конституционным вопросам Народной скупщины.
Члены Совета избираются Народной скупщиной из числа кандидатов, предложенных Альянсом национальных меньшинств Республики Сербской. Срок их полномочий составляет четыре года.